# Брігов Андрій Олегович
Андрі́й Оле́гович Брі́гов — старший солдат Збройних сил України.
Старший водій 3-го відділення автотранспортного взводу, 3-й окремий полк спеціального призначення.

## Нагороди
За особисту мужність і героїзм, виявлені у захисті державного суверенітету та територіальної цілісності України, вірність військовій присязі під час російсько-української війни
- нагороджений орденом «За мужність» III ступеня (9.4.2015).